# Kepler-5 b
Kepler-5 b — одна из 5 первых экзопланет, открытых телескопом Кеплер, имеющая орбитальный период примерно 3,5 дня.
Имеет высокую температуру поверхности (более 1500 °C). Газовый гигант, относится к классу горячих юпитеров.